# Schloss Goseck

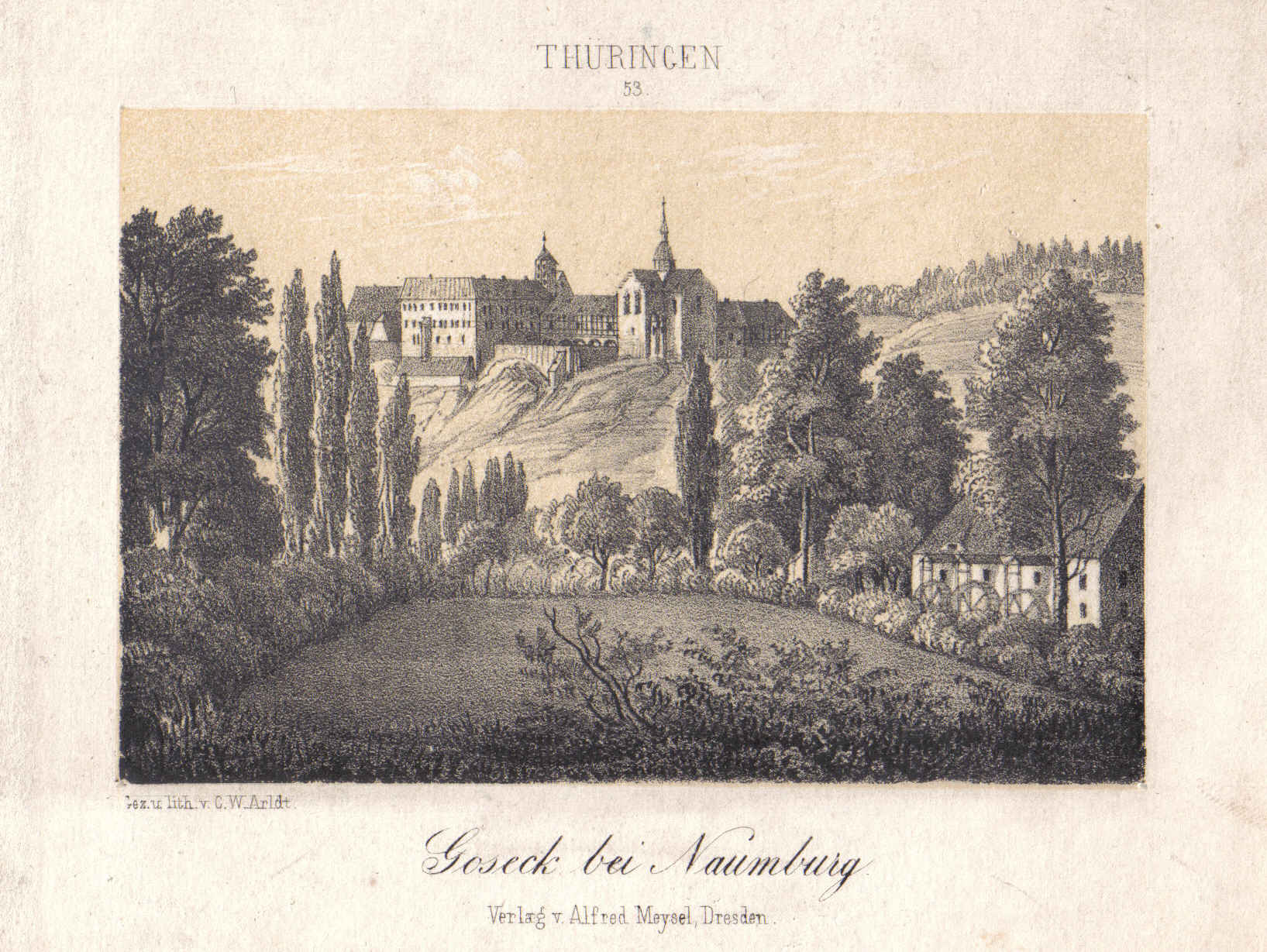
Schloss Goseck, Lithographie, etwa 1850

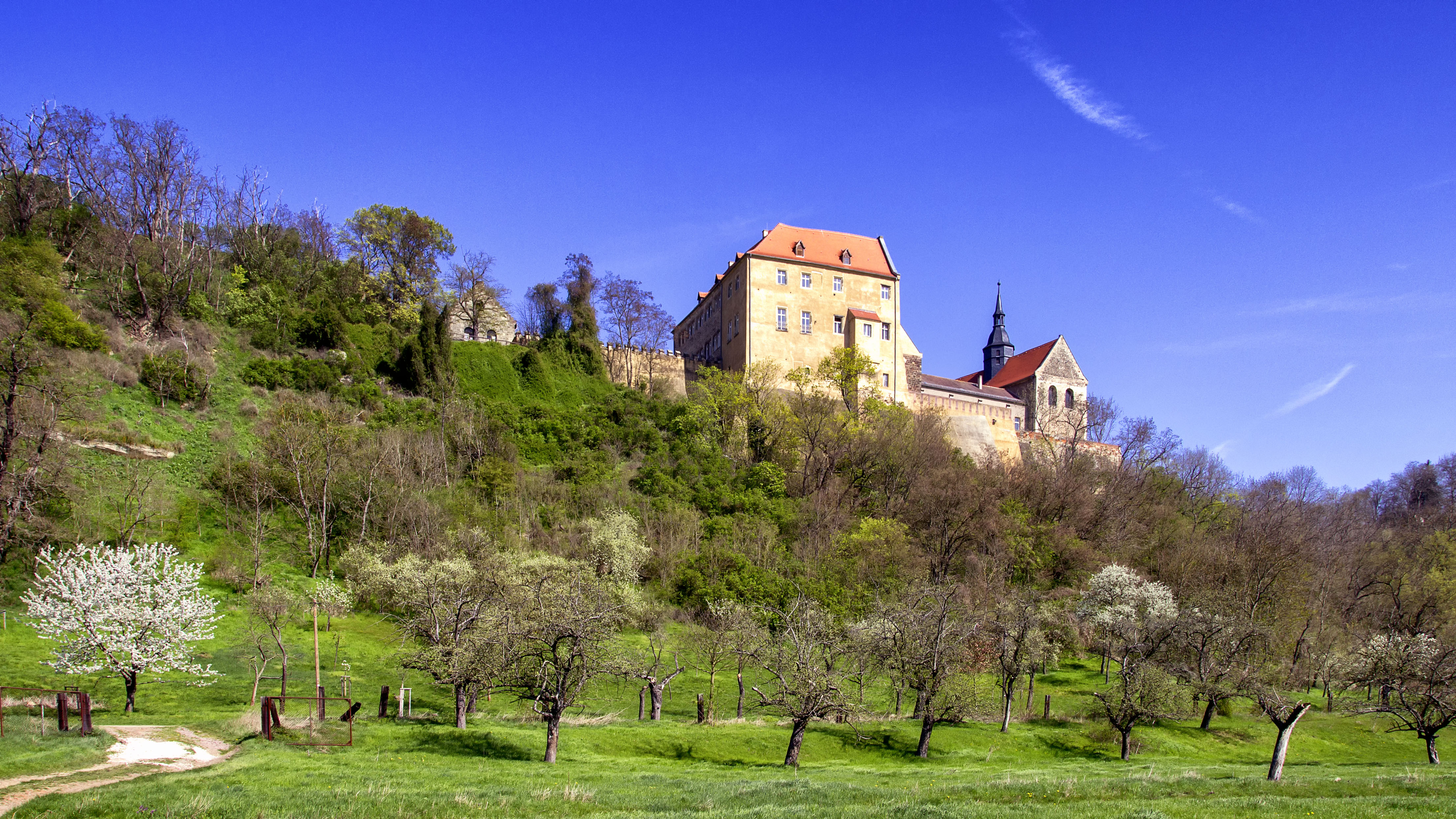
Blick von der Saaleseite auf das Schloss

Schloss Goseck ist eine Schlossanlage auf einer Anhöhe etwa 50 m über dem Saaletal zwischen Naumburg und Weißenfels in der Ortslage Goseck in Sachsen-Anhalt. Das Schloss ist ein Baudenkmal der Straße der Romanik und wird von der Kulturstiftung Sachsen-Anhalt als Eigentümerin verwaltet. Im frühen Mittelalter stand an dieser Stelle eine Burg und seit Mitte des 11. Jahrhunderts eine Klosteranlage.

## Geschichte

### Burg
Vorgängerbau des Schlosses war eine Burg, die im Hersfelder Zehntverzeichnis als Gozacha civitas, Gozzesburg (880–889) und castellum Gozcoburch erwähnt wurde. Die Burg war Stammsitz der Pfalzgrafen von Sachsen.

### Kloster
Im Jahr 1041 ließen die Söhne des Pfalzgrafen Friedrich I., der spätere Erzbischof Adalbert von Hamburg-Bremen und die Pfalzgrafen Dedo und Friedrich II. die Burg abbrechen und ein Benediktinerkloster errichten, das 1053 durch Adalbert von Bremen geweiht wurde. In der ersten Hälfte des 13. Jahrhunderts fanden umfassende Umbauten und Erweiterungen statt.

### Schlosskirche
Von der ebenfalls 1053 geweihten Klosterkirche sind heute noch die Ostteile (Querhaus mit Vierung und Chor) samt der bereits 1046 geweihten Krypta erhalten. Anstelle des im 13. Jahrhundert erbauten Langhauses steht das heutige unter Bernhard von Pölnitz von 1609 bis 1635 erbaute Renaissanceschloss. Die Weihe der Schlosskirche erfolgte 1620. Nach der Enteignung der Grafen von Zech-Burkersroda im Jahr 1945 blieb die Kirche zunächst ungenutzt. Insbesondere in den 1970er Jahren litt sie unter Vandalismus. Es wurde die Orgelmechanik zerstört und den Figuren des Pölnitz-Epitaphs die Köpfe abgeschlagen.
In den Jahren 2011–2014 wurde die Kirche aufwändig saniert und zeigt sich ab diesem Zeitpunkt in restauriertem Zustand.

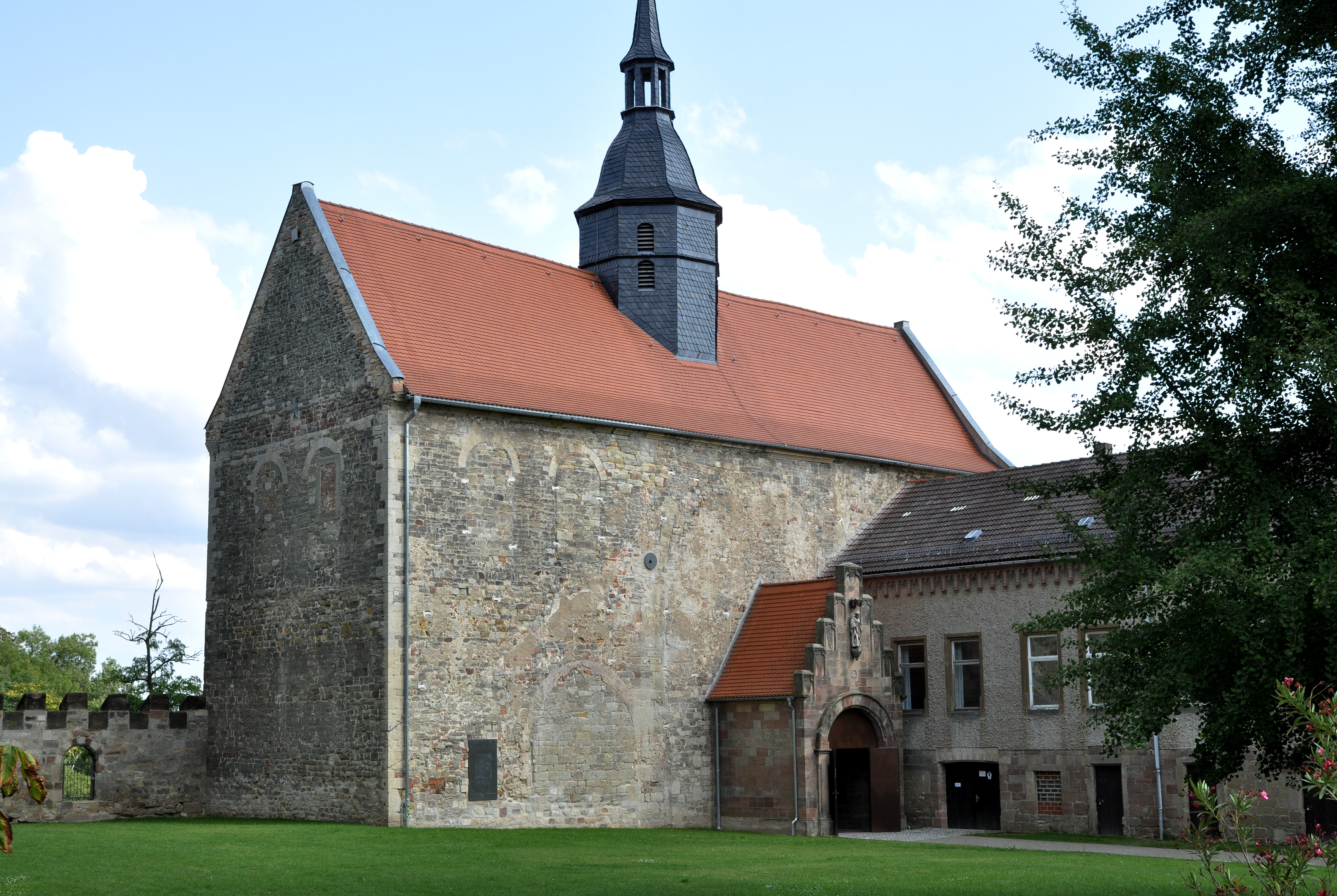
Blick auf die Schlosskirche
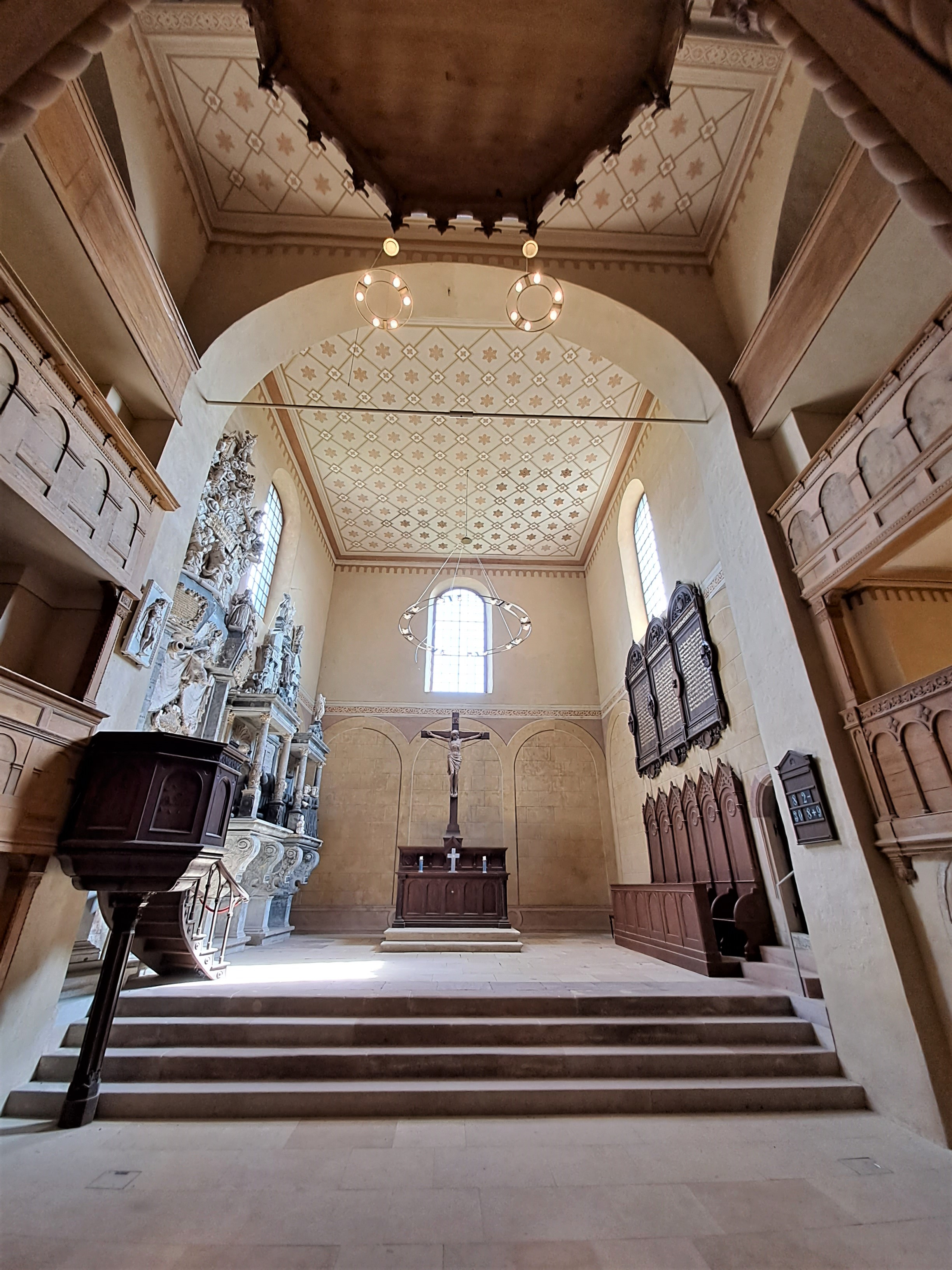
Chorhaus nach Osten
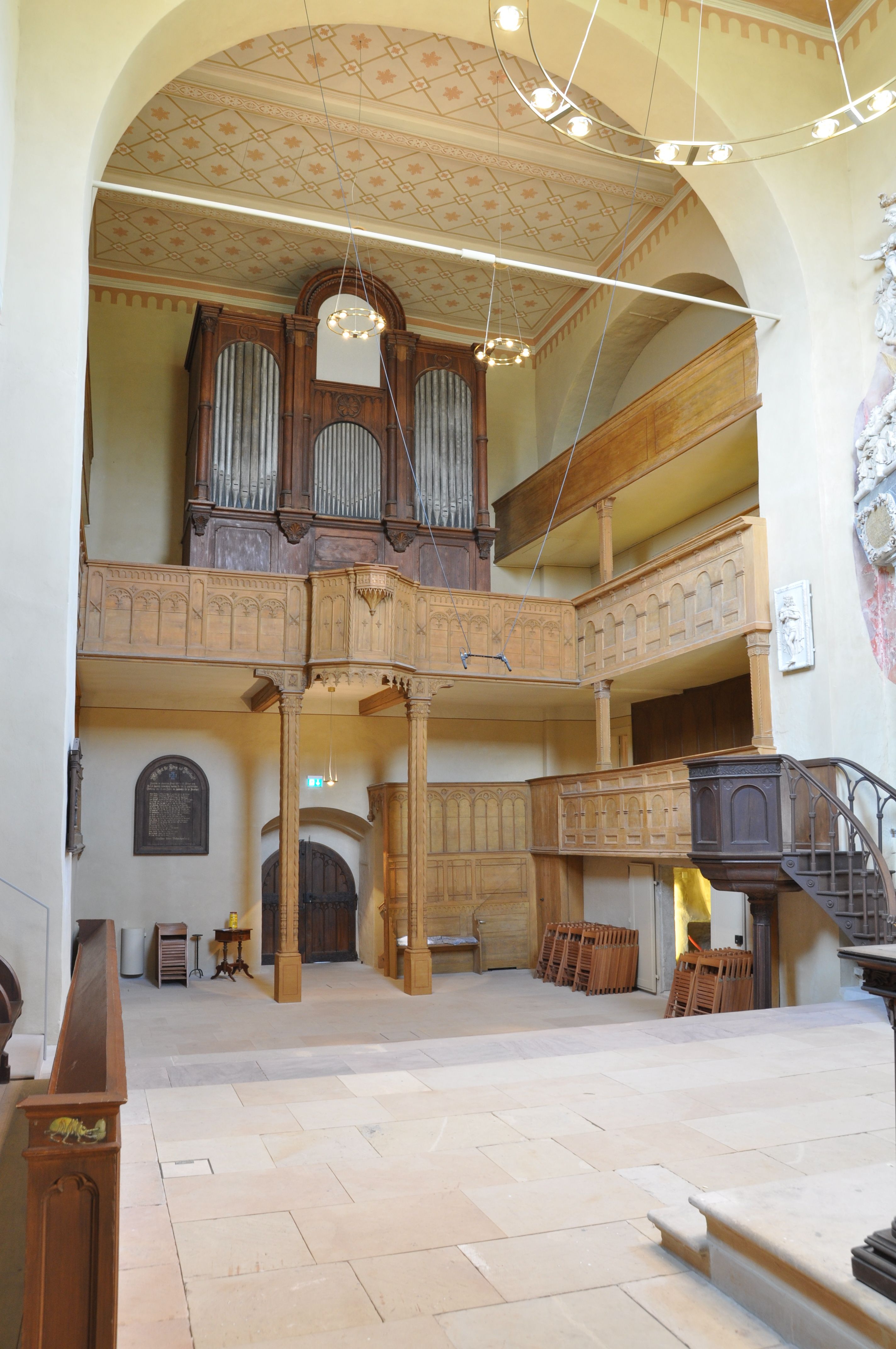
Blick in die Vierung zur Westwand
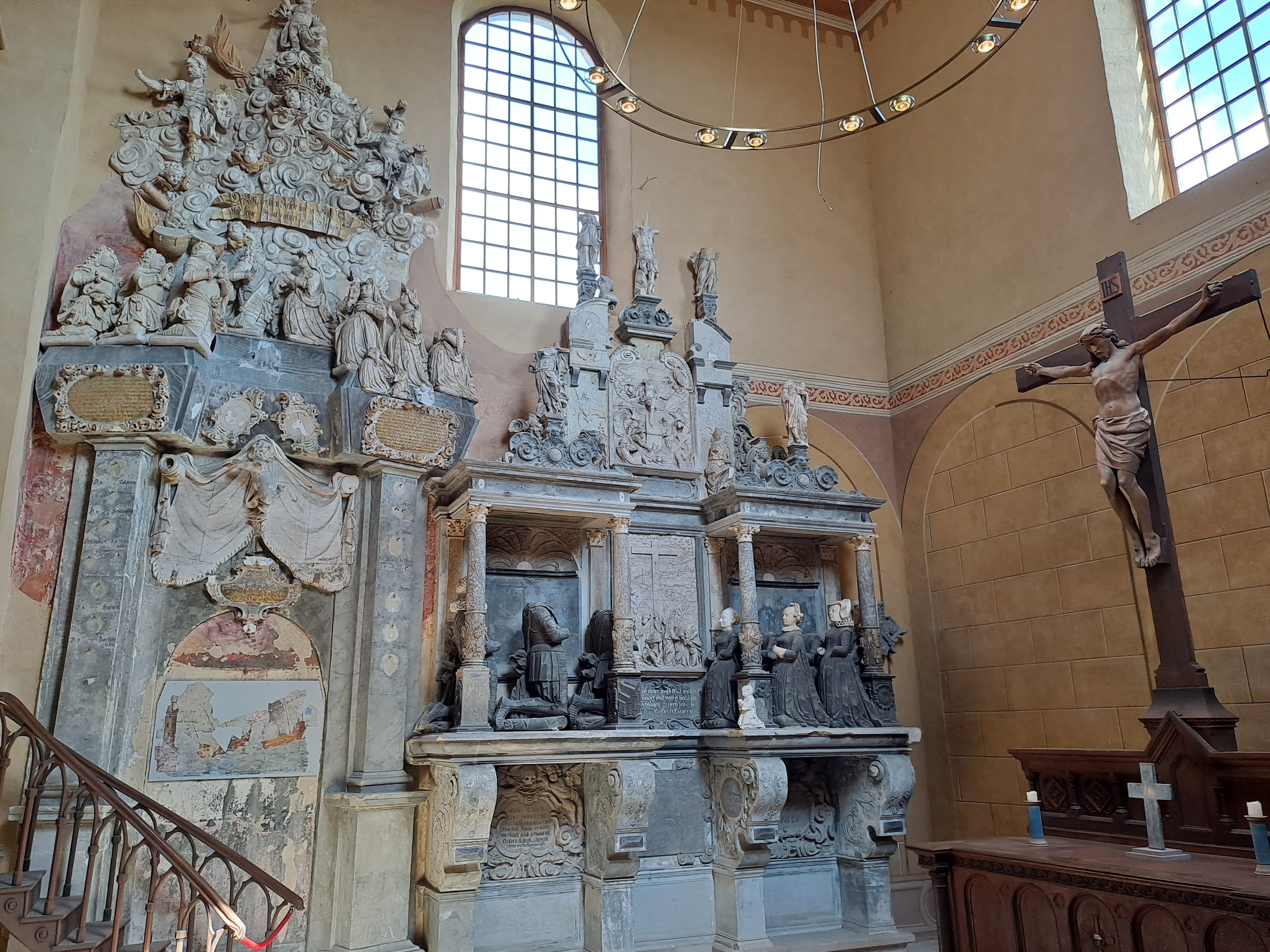
Alvensleben- und Pölnitz-Epitaph
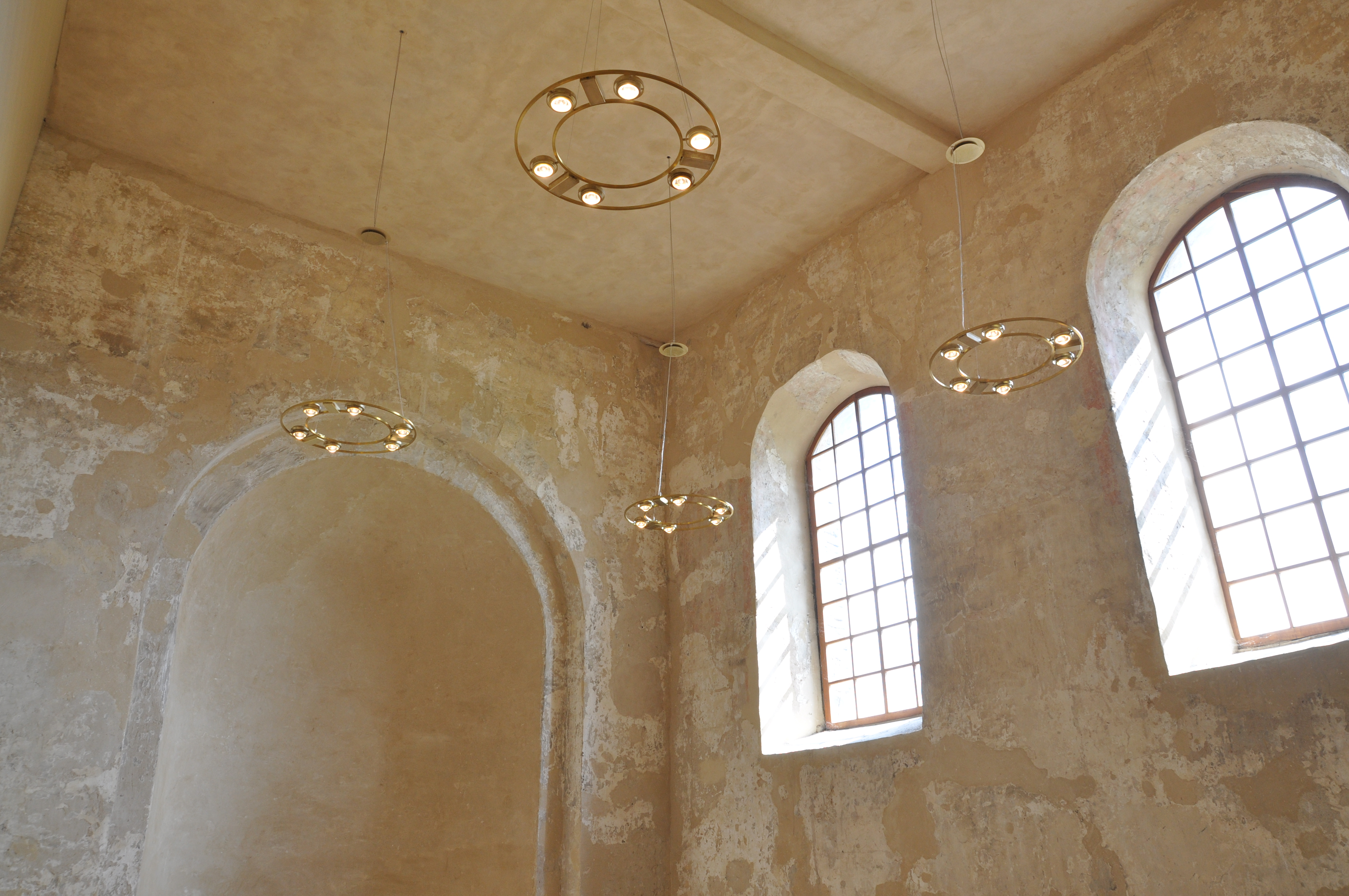
Südliches Querhaus
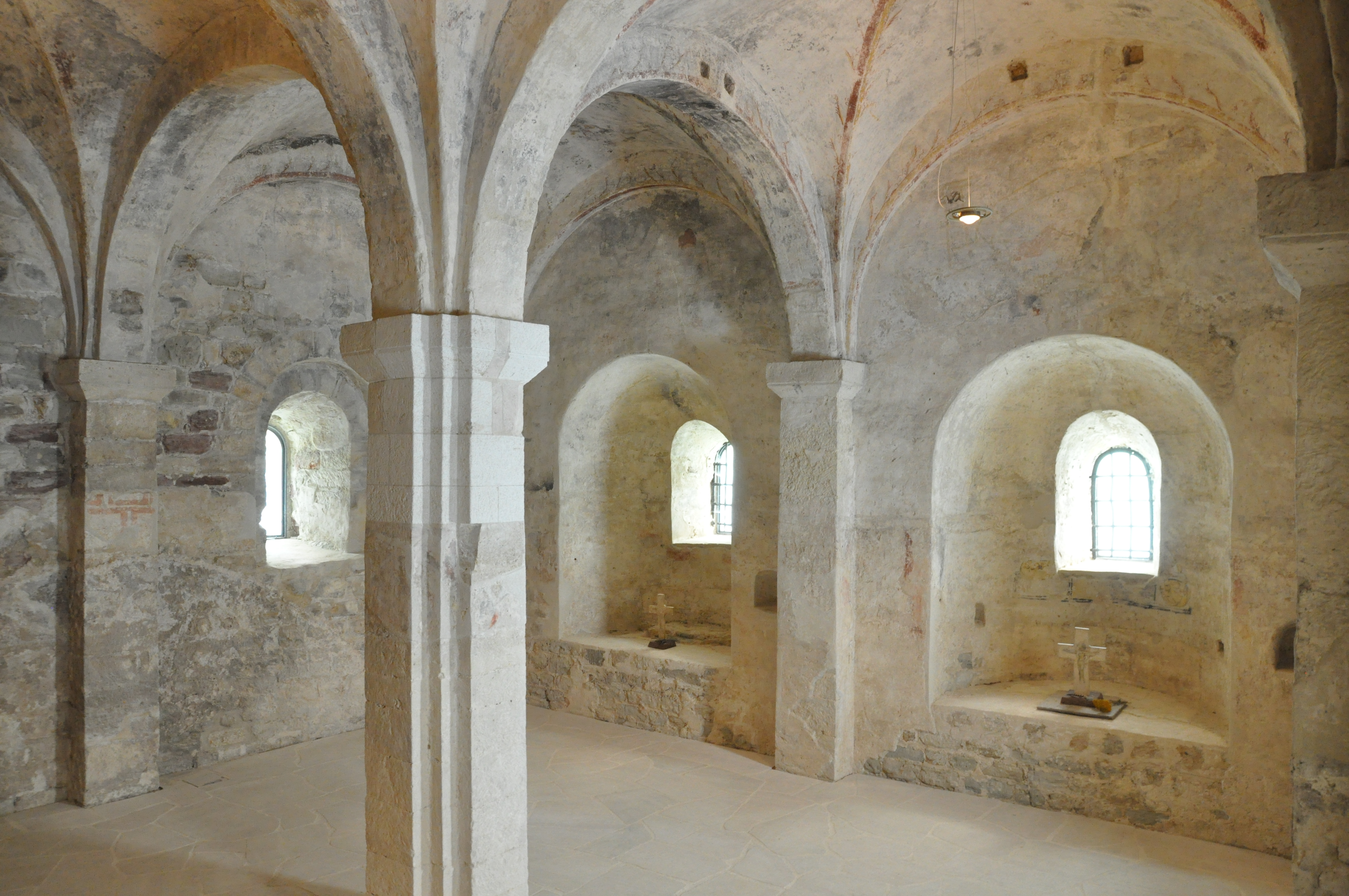
Blick in die Krypta

### Rittergut
Das Kloster wurde infolge der Reformation um 1540 säkularisiert und in ein Rittergut umgewandelt. Das Hauptgebäude wurde ab dann Schloss genannt.
Die Gemeinde selbst gehörte zum Amt Freyburg des Thüringer Kreises des Kurfürstentums Sachsen. Zur Gutsherrschaft Goseck gehörten die Dörfer Goseck, Dobichau, Kleingräfendorf, Pettstädt, Teile der Dörfer Markröhlitz und Eulau; eingepfarrt war Lobitzsch.
Als erste Besitzer des Rittergutes sind bislang Georg von Altensee (auch Altensehe) († 1565) und sein Bruder Lamprecht von Altensee († 1581) nachweisbar. Ersterer hatte von Kurfürst Moritz von Sachsen für gute Kriegsdienste das säkularisierte Kloster erhalten. 1594 wurde Franz von Königsmarck mit Goseck belehnt, dessen Ehefrau Katharina geb. von Hoym nach seinem Tode den Kanzler Bernhard von Pölnitz heiratete. Beide wurden 1609 mit Goseck belehnt. In diese Zeit fällt der Umbau der Klosterkirche zur Schlosskapelle. Bernhard folgten die Söhne Christian Julius († 1662) und Hans Christoph von Pöl(l)nitz († 1680).
1684 verwaltete Amalie von Pöllnitz geb. von Hunigk als Witwe in Vormundschaft ihrer Söhne Christoph Bernhard und Christian Julius Heinrich das Gut. Da beide Söhne nach einer Seereise 1698 für tot erklärt wurden, ging der Gutsbesitz auf verschiedene Erben über, von denen Goseck an den Obersteuerrat Gottfried Pfitzner († 1732) überlassen wurde. Weitere Besitzer waren sein Sohn Hofrat Jakob Heinrich Pfitzner († 1737) und der Enkel Gottfried Heinrich Pfitzner († 1758). Nach dessen frühem Tod übernahm seine Mutter Charlotte Sophie geb. Lampe († 1776) das Gut, welches sie an ihren Sohn aus zweiter Ehe, Ludwig Wilhelm von Eckhardt, weitervererbte.
Ab 1808 sind Carolina Christiane von Schönberg, geb. von Brandenstein und ihre drei Geschwister als Besitzer von Goseck nachweisbar. Im Besitz der Freiherren von Brandenstein blieb Goseck bis 1840. Dann erwarb Julius Graf von Zech-Burkersroda (1805–1872) Goseck und Uichteritz und später noch Schloss Börln.

### 20. Jahrhundert
Das Schloss Goseck blieb bis zur Bodenreform 1945 im Besitz der Familie Graf von Zech-Burkersroda, diente danach zeitweilig als Kornspeicher und wurde dann Jugendherberge „Arthur Weisbrodt“ mit Betten und Polytechnische Oberschule. Von 1989 bis 1997 befand sich im Verwaltergebäude eine Grundschule mit Hort. Die Stiftung Schlösser, Burgen und Gärten des Landes Sachsen-Anhalt übernahm 1997 das Schloss und begann Sicherungsmaßnahmen zum Gebäudeerhalt.
Im Herbst 1998 gründete sich in dem leerstehenden Schloss der Schloss Goseck e. V. Der Verein baut nach und nach das Europäische Musik- und Kulturzentrum hier auf und veranstaltet Konzerte mit überwiegend Alter Musik. Es gibt Gästezimmer und eine Schloss-Schenke. Im Jahr 2006 wurden Informationsräume zum Gosecker Sonnenobservatorium eröffnet.

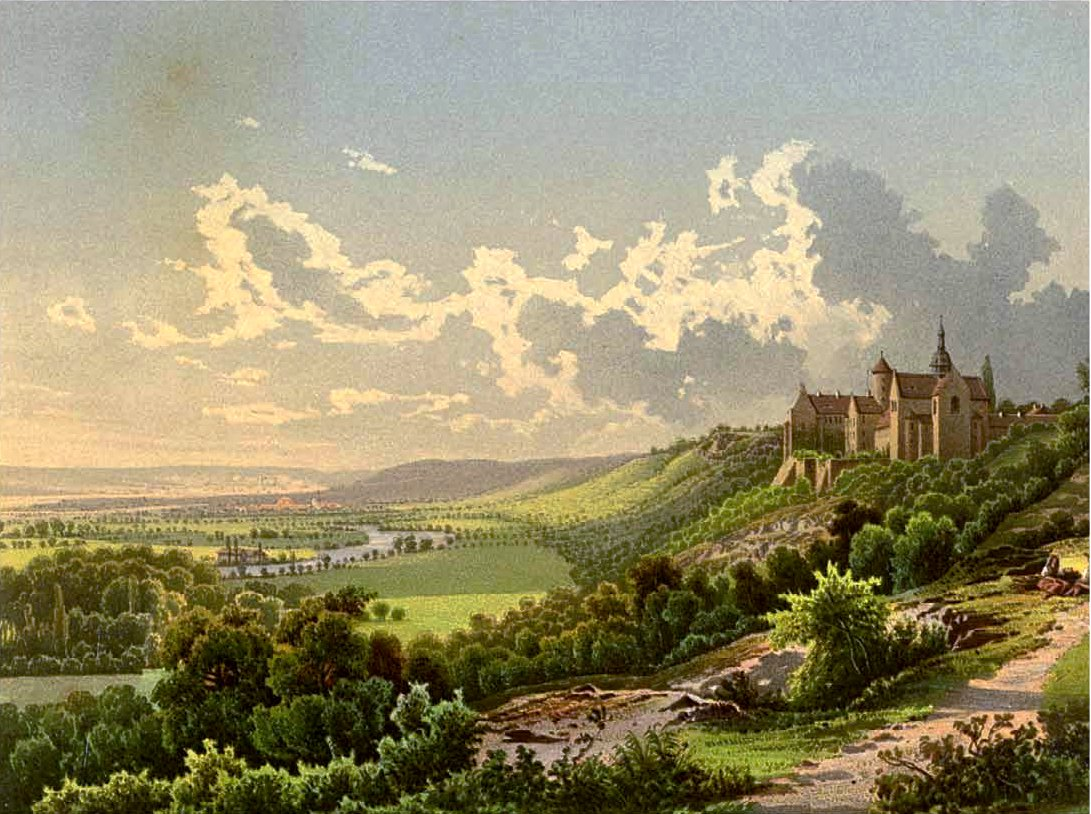
Schloss Goseck um 1860
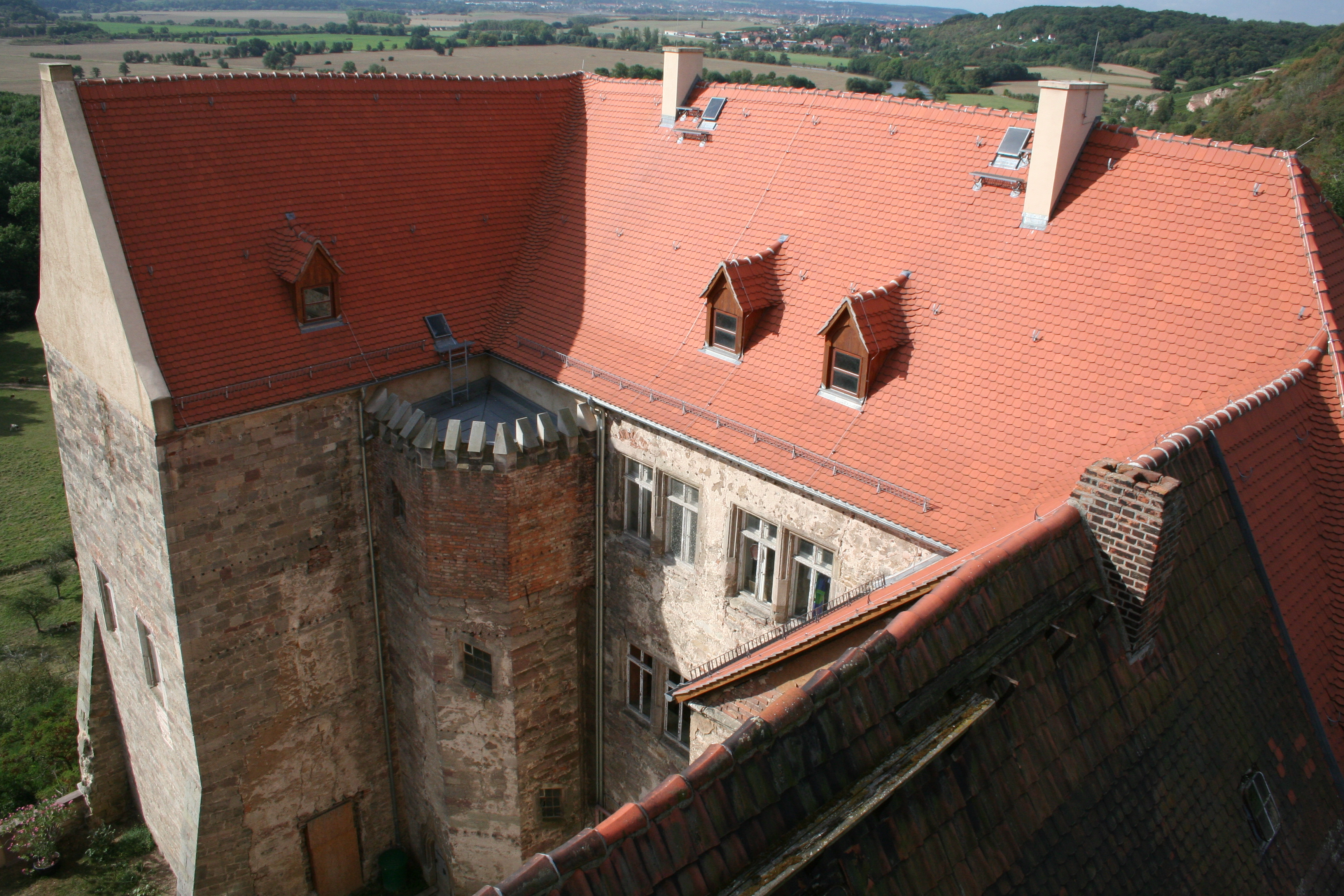
Hauptgebäude, 2009
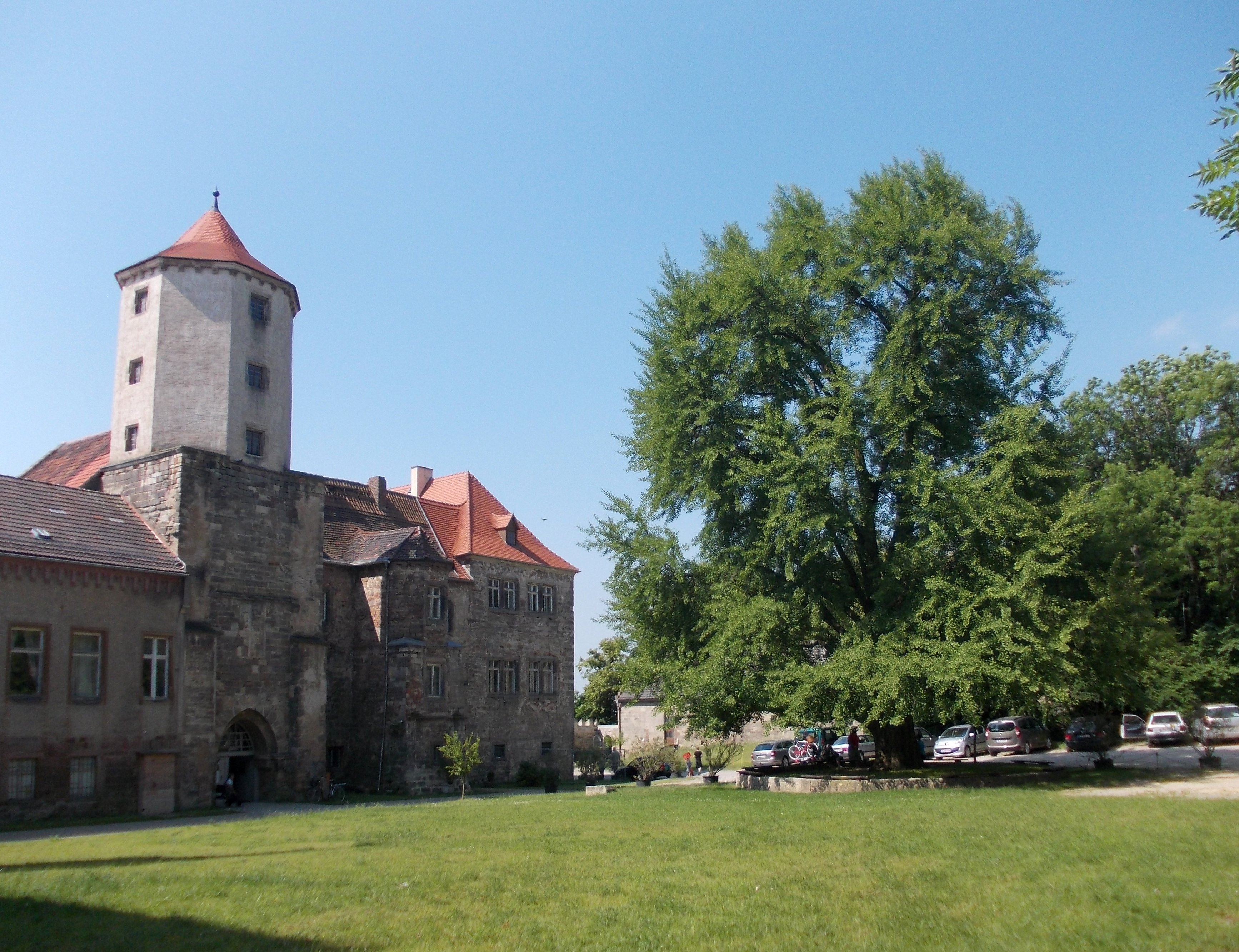
Schlosshof mit dem 1840 gepflanzten Ginkgo, 2014
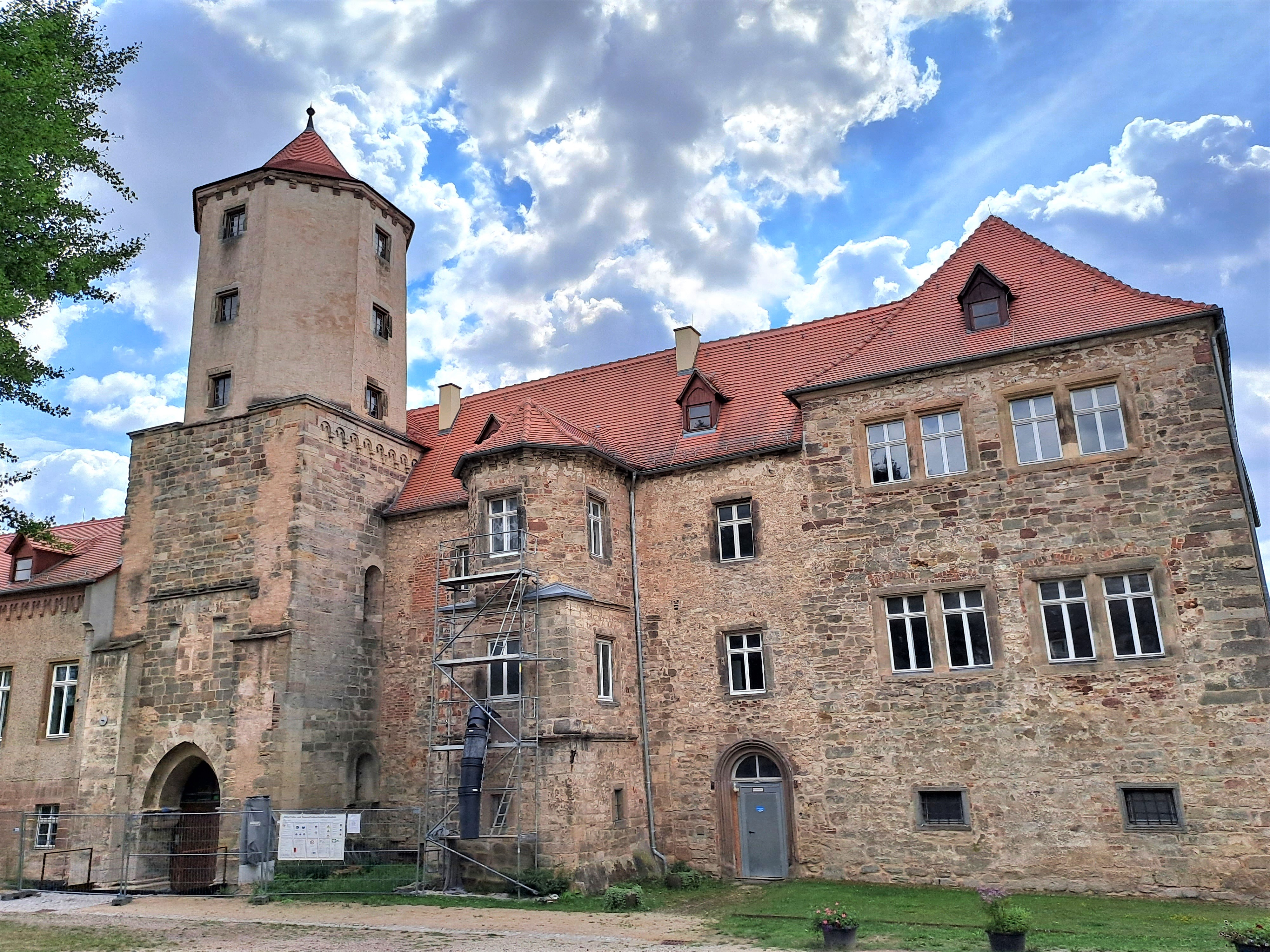
Ansicht des Schlosses vom Schlosshof, 2022
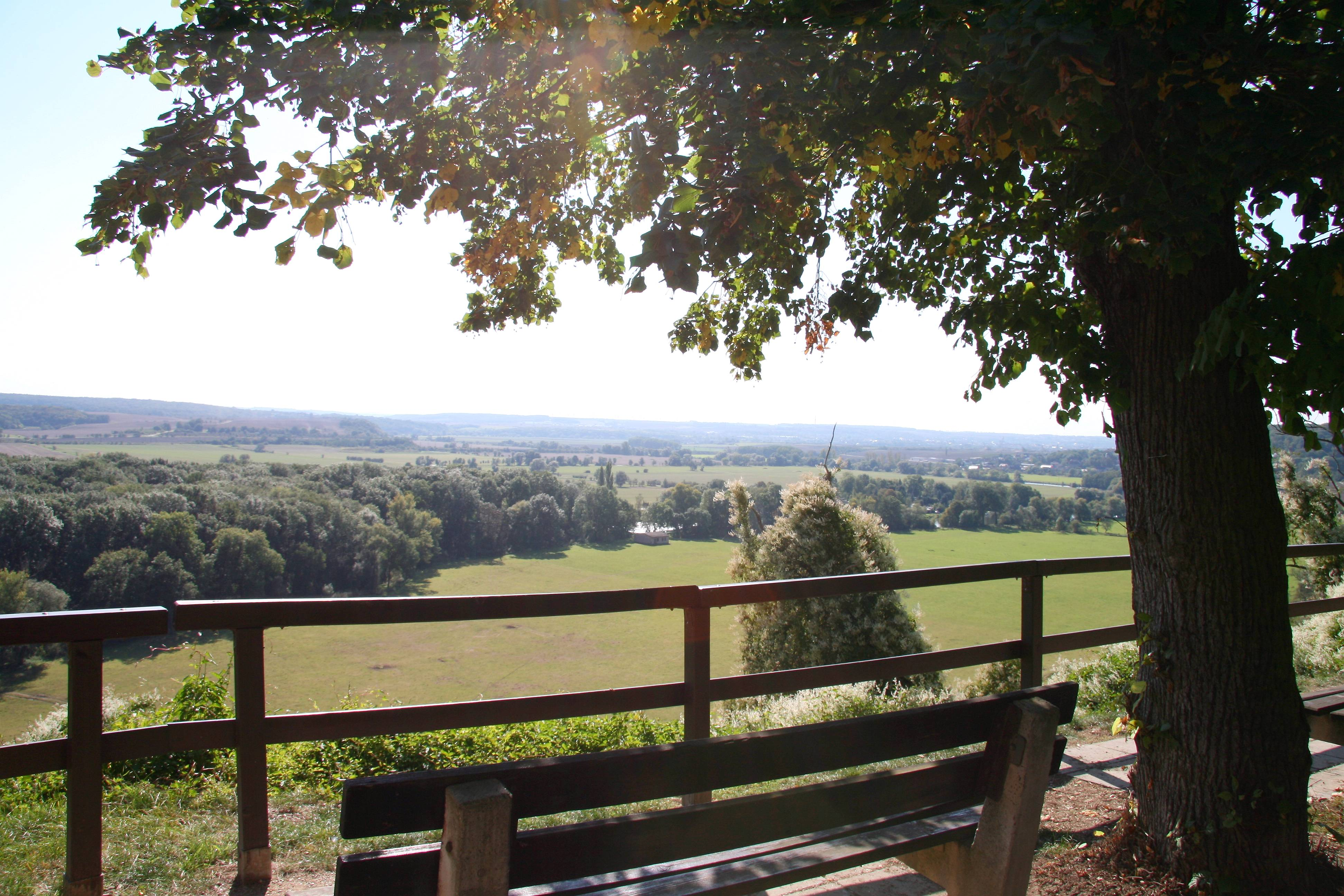
Blick von Schloss Goseck auf das Saaletal